# 나는 나대로 혼자서 간다
《나는 나대로 혼자서 간다》(일본어: おらおらでひとりいぐも, 영어: Ora, Ora Be Goin′ Alone)는 2020년에 개봉한 일본의 가족, 드라마 영화이다.
 오키타 슈이치가 감독과 각본을 맡았다.
 일본은 2020년 11월 3일에 대한민국은 2021년 7월 15일에 개봉되었다.

## 줄거리
정략결혼을 피해 도망친 도쿄에서 슈조를 만나 사랑에 빠지고

가정을 이루어 오랜 시간 가족을 위한 삶을 살아온 모모코.

남편이 먼저 세상을 떠나고 자유를 느끼게 된 모모코는

자신만을 위한 삶을 살기 시작하는데...

## 출연진
- 다나카 유코 - 노인 모모코 역
- 아오이 유우 - 젊은 모모코 역
- 히가시데 마사히로 - 슈조 역
- 타바타 토모코 - 모모코 딸 역
- 쿠로다 다이스케 - 경찰 역
- 야마나키 타카시 - 의사 역
- 하마다 가쿠
- 오카야마 아마네 - 자동차 영업사원 역
- 쿠도 칸쿠로
- 미우라 토우코 - 모모코 동료 역
- 록카쿠 세이지 - 모모코 마음의 소리 역
- 오오카타 히사코 - 모모코 할머니 역
- 와시오 마치코 - 도서관 사서 역